# Bioconjugate Chemistry
Bioconjugate Chemistry (скорочено Bioconjugate Chem) — щомісячний рецензований хімічний науковий журнал, який висвітлює дослідження в галузі біокон’югації та взаємодії між штучними та біологічними матеріалами. Журнал був заснований у 1990 році та видається Американським хімічним товариством періодичністю дваньадцять номерів на рік. 
Журнал реферується та індексується в базах даних Chemical Abstracts Service, Scopus, EBSCO, ProQuest, Index Medicus / MEDLINE / PubMed та Science Citation Index Expanded . 
Нинішнім головним редактором є Вінсент М. Ротелло, який змінив Клода Ф. Мерса.
За даними Journal Citation Reports, імпакт-фактор журналу на 2021 рік становить 6,069.